# Benefield
Benefield is een civil parish in het bestuurlijke gebied East Northamptonshire, in het Engelse graafschap Northamptonshire met 339 inwoners.
De parish bestaat uit de dorpen Lower Benefield en Upper Benefield. 

## Geboren
- Miles Joseph Berkeley (1803-1889), botanicus en geestelijke